# Ochlerotatus upatensis
Ochlerotatus upatensis is een muggensoort uit de familie van de steekmuggen (Culicidae). De wetenschappelijke naam van de soort is voor het eerst geldig gepubliceerd in 1943 door Anduze & Hecht.